# 今夜はNORDナイト!
『今夜はNORDナイト!』（こんやはノールナイト!）は、HBCラジオで2017年4月2日から毎週日曜日に放送されているラジオ番組。
CREATIVE OFFICE CUE所属のボーイズユニットNORDメンバーのうち、安保卓城、瀧原光、舟木健がパーソナリティをつとめ、リスナーからの投稿をもとにトークをする。同じNORDメンバーの島太星は、不定期でゲスト出演する。
ラジオネームの愛称は、「ノルナイネーム」である。

## 概要
番組前半は、NORDの芸能活動や日常生活で起きたこと、リスナーからのふつおた、週替わりのテーマについてトークを行い、番組後半はコーナー企画を行う。
リスナーが投稿しパーソナリティが演じたジングルが使用され、「radikoユーザーが選ぶジングルが面白いラジオ番組」に選出された。
パーソナリティとの距離感が近いとリスナーから言われているほか、下ネタ発言が多いなど、ボーイズユニットらしい素の様子が番組中に満ち溢れているのも特徴である。また、「ラジコInstagramフォロワーに聞きました　北海道・東北エリアのおすすめラジオ番組 Part.2」に選ばれた。
トークテーマの告知は、エンディングおよび番組公式X（Twitter）にて行われる。前回放送の収録前後で撮影された写真が添えられることが多いが、2023年までは、特に瀧原光が謎のポーズをとることが多かった。
番組公式Xの2024年1月21日投稿分より、「今日の写真はなんじゃろな」の企画が開始された。トークテーマの告知とともに写真がポストされ、何を意味するのかリスナーが当てるものである。回答は、次回の放送内で発表される。
パーソナリティの3人によるトークの収拾がつかなくなったとき、長年番組を担当していたディレクター梅野がドラの効果音を流すことがあったが、そのタイミングが秀逸であるとリスナーから評判であった。なお、ディレクター梅野は、2023年2月5日放送回をもって番組を卒業した。
2023年3月まで深夜枠での放送であったが、2023年春改編により、ゴールデン時間帯の20時開始に放送枠が変更となった。
2024年3月30日に、番組初の公開録音がCOCONO SUSUKINO（ココノ ススキノ）の特設会場にて行われた。
2024年秋改編により、火曜日23時に放送枠が変更となった。

## 放送時間
- 毎週日曜日 23:30 - 24:00（2023/3/26放送分まで）
- 毎週日曜日 20:00 - 20:30（2023/4/2放送分より）
- 毎週火曜日 23:00 - 23:30（2024/10/1放送分より）

※特別番組や野球中継等により、放送が休止になることもある。

## 出演者
出演者と主な役割は以下の通り。なお、北海道外の舞台出演などにより、1名や2名で収録が行われることもある。スタジオ収録に参加できないメンバーは、事前にメッセージを収録する形で1～2分ほどの出演となることが多い。
| 主な役割                                     | 主な役割     | 名前     |
| -------------------------------------------- | ------------ | -------- |
| オープニング、トークテーマ進行               | ツッコミ     | 安保卓城 |
| 週替わりハッシュタグ、企画・エンディング進行 | ボケ・ボヤキ | 瀧原光   |
| 下ネタ、企画・エンディング進行               | ボケ         | 舟木健   |

## タイムテーブル
現在の主なタイムテーブルは、以下の通り。放送回に応じて多少前後する。（）内は2023/3/26放送分までの時刻である。

### 20:00 - （23:30 - ） オープニングトーク
NORDの楽曲がBGMで使用される。2023年9月頃までは、第13弾シングルに収録されている「Neon Drive」が流れていた。アルバム「0909」リリース後は、収録曲の一つである「Afterglow」が多く使用されている。
収録日までの間にあった出来事などについて、出演者の間でフリートークをする。なお、放送枠変更後は番組開始直後に「オクラホマの日曜スピリッツ」のアフタートークに対する回答を行い、その後にフリートークが行われることが通常の流れである。
また、フリートークの際にふつおたを読むこともある。さらに、オープニングトークの締めに、瀧原光がX（Twitter）のハッシュタグを2種類伝えるのが通例である。1つは毎週固定「#ノールナイト」であり、もう1つは週替わりで即興で作成する。

### 20:05頃 - （23:35頃 - ） トークテーマ
募集したトークテーマに関する投稿を読み上げる。

### 20:18頃 - （23:48頃 - ） コーナー 1
「ノールへおねだり」、「瀧原光の妄想クッキング」、「瀧原光のサイコロころ助な〜り〜」、「卓城の恋愛相談室」、「瀧原光の30seconds!」、「瀧原光のReal or Fake」のいずれかが行われることが多い。なお、コーナー1を実施せず、トークテーマまたはコーナー2の時間に充てることも多々ある。

### 20:24頃 - （23:54頃 - ） コーナー2
舟木健が進行をする「タケルフナキの（ドドン!）お悩み相談ラップ」、「タケルフナキの（ドドン！）ラジオショートドラマ」、「タケルフナキの（ドドン！）みんなでジュークボックス」、「タケルフナキのLife is music」のいずれかが行われることが多い。

### 20:27頃 - （23:57頃 - ） エンディング
NORDの楽曲がBGMで使用される。2023年9月頃までは、第13弾シングルに収録されている「繋がろう」が流れていた。アルバム「0909」リリース後は、収録曲の一つである「ブラウン」が多く使用されている。
お知らせや告知、次回トークテーマの発表を行い、最後に締めのあいさつが行われる。2022年夏頃までは、フランス語で別れる時のあいさつにも使われる「Salut!（サリュ）」が締めのあいさつに使用されていた。2022年秋以降は、リスナーからのお便りや過去の時事ネタをもとに、放送回ごとに異なる締めのあいさつが採用されている。

## コーナー詳細
2024年3月現在、主に行われているコーナーは以下の通り。いずれも、リスナー投稿をもとに企画が進行される。
- ノールへおねだり

NORDに言ってほしいこと、やってほしいことを実際にする。
- 瀧原光の妄想クッキング

妄想テーマに基づき、出演者全員でトークを繰り広げる。
- 瀧原光のサイコロころ助な〜り〜

サイコロを振り出た目に応じて、用意されたテーマについてトークをする。
- ひかえもんのもぐもぐタイム!

瀧原光が食べ物を食べながら何と発言しているか、他のパーソナリティがその内容を当てる。
- 瀧原光の30seconds!

日本プロ麻雀連盟所属の瀧原光プロが講師となり、麻雀の魅力やルール、豆知識を30秒間で伝える。
- 瀧原光のReal or Fake

リスナーから送られた「ウソのようなホントの話」または「ホントのようなウソの話」を瀧原光が読み上げ、安保卓城と舟木健がどちらの話であるかを判断する。
- タケルフナキの（ドドン!）お悩み相談ラップ

人気コーナーの一つ。リスナーの悩みに対して、舟木健が解決策をラップする。放送前に歌詞を考えて読み上げる時もあれば、即興でラップをするときもある。特に、即興ラップを行う際は、思わぬ笑いが生まれる時があり、その笑いが所属事務所社長の伊藤亜由美のお気に入りである。
- タケルフナキの（ドドン!）ラジオショートドラマ

出演者全員が出演し、5分程度のラジオドラマを行う。脚本リスナーからの投稿に基づき、舟木健が作成する。演出はディレクターが行う。
- タケルフナキの（ドドン!）みんなでジュークボックス

タイトルや歌詞に入れるフレーズをリスナーから募り、舟木健がギターを弾きながら曲を少しずつ作り上げる。
- タケルフナキのLife is music

リスナーが希望する状況に合わせた曲を舟木健が選定し、その曲についての魅力などを解説をする。
- 卓城の恋愛相談室

恋愛に関するリスナーの悩みについて安保卓城が読み上げ、出演者全員で親身になって相談にのる。
- let's make jingles

番組オリジナルジングルを作成するコーナー。『森崎博之のジャンジャンジャンプ』をオマージュしている。作成したジングルは、他の放送回で繰り返し使われることもある。放送枠移行に伴い新しいジングルの募集が行われたほか、2024年1月2月においても同じく募集が行われた。

## 放送リスト
公式ツイッターの情報を参照。
| 回  | 放送日         | トークテーマ                                  | 備考 |
| --- | -------------- | --------------------------------------------- | --- |
| 1   | 2017年4月8日   | なし                                          | 長崎・花岡・安保の3名で放送開始。毎週土曜日26:20から26:40（20分間）の放送。 |
| 2   | 2017年4月15日  | この春始めようと思います！始めました          | |
| 3   | 2017年4月22日  | やっちまった～                                | |
| 4   | 2017年4月29日  | 自分ルール                                    | 長崎・花岡・安保サイン入りタオルプレゼントを実施 |
| 5   | 2017年5月6日   | 自分ルール                                    | |
| 6   | 2017年5月13日  | 恥ずかしい～～!                               | |
| 7   | 2017年5月20日  | 子どもの頃の忘れられない話                    | |
| 8   | 2017年5月27日  | 後悔しています                                | |
| 9   | 2017年6月3日   | 胸キュン☆私の好きな異性の仕草                 | |
| 10  | 2017年6月10日  | 理想のデート、思い出のデート                  | |
| 11  | 2017年6月17日  | 密かにやってみたいこと                        | 長崎は赤フン一丁、安保はパンスト被りで収録 |
| 12  | 2017年6月24日  | 言われて嬉しかった一言                        | |
| 13  | 2017年7月1日   | もしも、願い事が1つ叶うなら                   | |
| 14  | 2017年7月8日   | ヒヤッとした話                                | |
| 15  | 2017年7月15日  | 長崎・花岡・安保への質問                      | |
| 16  | 2017年7月22日  | この夏叫びたいこと                            | |
| 17  | 2017年7月29日  | オススメのストレス解消法                      | 事務所の先輩であるオクラホマ藤尾がゲスト出演 |
| 18  | 2017年8月5日   | 夏休みの計画                                  | |
| 19  | 2017年8月12日  | ここだけは譲れない異性の条件                  | |
| 20  | 2017年8月19日  | 秋に向けて一言                                | |
| 21  | 2017年8月26日  | 私の天敵                                      | 新コーナー「NORD大討論会」開始 |
| 22  | 2017年9月2日   | あなたのお悩み100%解決!                       | |
| 23  | 2017年9月9日   | もしも現金128万7千円が当たったら              | |
| 24  | 2017年9月16日  | 食のこだわり                                  | |
| 25  | 2017年9月23日  | 食のこだわり パート2（塩以外）                | |
| 26  | 2017年9月30日  | 私の周りのおすすめスポット                    | |
| 27  | 2017年10月7日  | 私が高揚する瞬間                              | |
| 28  | 2017年10月14日 | あるある言いたい                              | |
| 29  | 2017年10月21日 | 反省しています                                | |
| 30  | 2017年10月28日 | 新しくしたい                                  | この回から長崎に代わり枝元がレギュラー出演 |
| 31  | 2017年11月4日  | 今年中にやっておきたいこと                    | |
| 32  | 2017年11月11日 | ちょっとした奇跡                              | |
| 33  | 2017年11月18日 | ノールナイトにアドバイス                      | |
| 34  | 2017年11月25日 | クリスマス                                    | |
| 35  | 2017年12月2日  | サプライズ                                    | |
| 36  | 2017年12月9日  | 今年やりました                                | |
| 37  | 2017年12月16日 | ノールナイトメンバーに聞いてみたいこと        | |
| 38  | 2017年12月23日 | ガッカリ 2017                                 | |
| 39  | 2017年12月30日 | なし                                          | |
| 40  | 2018年1月6日   | 何でもどうぞ                                  | |
| 41  | 2018年1月13日  | みんなのお正月                                | |
| 42  | 2018年1月20日  | あなたの思い、吠えます                        | |
| 43  | 2018年1月27日  | 涙ちょちょきれ～                              | |
| 44  | 2018年2月3日   | あなたの豆知識、NORDに投げつけて❤             | |
| 45  | 2018年2月10日  | 愛とは                                        | |
| 46  | 2018年2月17日  | 不満爆発                                      | |
| 47  | 2018年2月24日  | やってみて～                                  | |
| 48  | 2018年3月3日   | 卒業                                          | |
| 49  | 2018年3月10日  | 卒業したくないこと                            | |
| 50  | 2018年3月17日  | 萌え～                                        | |
| 51  | 2018年3月24日  | 萌え～                                        | |
| 52  | 2018年3月31日  | ノールナイトの思い出                          | |
| 53  | 2018年4月8日   | こんな記念日ありました                        | 毎週日曜日23時30分からから24:00（30分間）の放送に変更。メンバーがムチャ振りに何でも答える「今夜は答えナイト!」、みなさん渾身の原稿を3人が心を込めて読む「ファンダラジオ」のコーナー開始 |
| 54  | 2018年4月15日  | 良いことしました！ありました！                | |
| 55  | 2018年4月22日  | 新生活応援！あなたのお悩み100%解決します      | |
| 56  | 2018年4月29日  | GW                                            | |
| 57  | 2018年5月6日   | これって5月病?                                | |
| 58  | 2018年5月13日  | ママ                                          | |
| 59  | 2018年5月20日  | なし                                          | |
| 60  | 2018年5月27日  | 迷っています                                  | |
| 61  | 2018年6月4日   | なし                                          | |
| 62  | 2018年6月11日  | なし                                          | |
| 63  | 2018年6月18日  | なし                                          | |
| 64  | 2018年7月1日   | 目撃                                          | 2018年6月4日はワールドカップ中継のため中止 |
| 65  | 2018年7月8日   | なし                                          | |
| 66  | 2018年7月15日  | なし                                          | |
| 67  | 2018年7月22日  | 汗物語                                        | |
| 68  | 2018年7月29日  | なし                                          | |
| 69  | 2018年8月5日   | なし                                          | |
| 70  | 2018年8月12日  | 最近流行ってるんです                          | |
| 71  | 2018年8月19日  | kotoba〜ことば〜                              | |
| 72  | 2018年8月26日  | この人、私のこと好きなんじゃないかなと思う時  | |
| 73  | 2018年9月2日   | なし                                          | |
| 74  | 2018年9月9日   | なし                                          | |
| 75  | 2018年9月16日  | こんな風に年をとりたい                        | |
| 76  | 2018年9月23日  | なし                                          | |
| 77  | 2018年9月30日  | なし                                          | |
| 78  | 2018年10月7日  | みんなはどんな飲み物が好き？                  | |
| 79  | 2018年10月14日 | 大人の境界線〜これが出来たら大人だね          | |
| 80  | 2018年10月21日 | なし                                          | |
| 81  | 2018年10月28日 | 和食派？洋食派？                              | |
| 82  | 2018年11月4日  | ◯◯歳までにやっておきたいこと                  | |
| 83  | 2018年11月11日 | 1（イチ）にまつわる話                         | |
| 84  | 2018年11月18日 | 今までで一番緊張した瞬間                      | |
| 85  | 2018年11月25日 | どうでもいい話                                | |
| 86  | 2018年12月2日  | 今年の自分、何点？                            | |
| 87  | 2018年12月9日  | なし                                          | |
| 88  | 2018年12月16日 | 今年の消したい記憶                            | |
| 89  | 2018年12月23日 | 今年の消したい記憶                            | |
| 90  | 2018年12月30日 | 2019年ノールナイトでやってもらいたいこと      | |
| 91  | 2019年1月6日   | 2019年ノールナイトでやってもらいたいこと      | |
| 92  | 2019年1月13日  | なし                                          | |
| 93  | 2019年1月20日  | 私の周りのスゴイ人                            | |
| 94  | 2019年1月27日  | 週1でしてること、したいこと                   | 番組初の生放送。 |
| 95  | 2019年2月3日   | 私、○○の鬼                                    | |
| 96  | 2019年2月10日  | 助けた!助けられた!                            | |
| 97  | 2019年2月17日  | 愛とは〜2019                                  | |
| 98  | 2019年2月24日  | あなたの恋愛事情                              | |
| 99  | 2019年3月3日   | 聞きたくなかったこと                          | |
| 100 | 2019年3月10日  | 謎〜あれ何だったんだろうね?                   | |
| 101 | 2019年3月17日  | 好感度UP大作戦                                | |
| 102 | 2019年3月24日  | 私が知っている裏ワザ                          | |
| 103 | 2019年3月31日  | こんな人苦手です                              | |
| 104 | 2019年4月7日   | 安保卓城を祝おう                              | |
| 105 | 2019年4月14日  | ブラックメール救出大作戦                      | |
| 106 | 2019年4月21日  | ちょっと聞いてヨ、私の平成最強話              | |
| 107 | 2019年4月28日  | あなたのお買い物事情                          | |
| 108 | 2019年5月5日   | なし                                          | |
| 109 | 2019年5月12日  | あなたの心のナイチンゲール                    | |
| 110 | 2019年5月19日  | NORDナイト人生相談室                          | |
| 111 | 2019年5月26日  | NORDってすごい!                               | |
| 112 | 2019年6月2日   | 裏切りました、裏切られました                  | |
| 113 | 2019年6月9日   | なし                                          | |
| 114 | 2019年6月16日  | ちちのおはなし                                | |
| 115 | 2019年6月23日  | 夏だ!熱いぜ!HOTな恋バナ!                      | |
| 116 | 2019年6月30日  | ハーフ＆ハーフ                                | |
| 117 | 2019年7月7日   | 私が会いたい人                                | |
| 118 | 2019年7月14日  | プンプン                                      | この回より枝元が欠席（8月にグループ卒業）。舟木がレギュラー入り。 |
| 119 | 2019年7月28日  | なし                                          | 2019年7月21日分はHBCラジオ特別編成のため休止。 |
| 120 | 2019年8月4日   | ぼくらのなつやすみ                            | |
| 121 | 2019年8月11日  | なし                                          | |
| 122 | 2019年8月18日  | なつかしい                                    | |
| 123 | 2019年8月25日  | 理想の告白                                    | |
| 124 | 2019年9月1日   | 私の悔い                                      | |
| 125 | 2019年9月8日   | 優しさに包まれた時                            | |
| 126 | 2019年9月15日  | 私のおじいちゃんおばあちゃん自慢              | |
| 127 | 2019年9月22日  | "あき”らめたこと                              | |
| 128 | 2019年9月29日  | "あき”らめられないこと                        | |
| 129 | 2019年10月6日  | 赤くなっちゃった                              | |
| 130 | 2019年10月13日 | 好きな秋料理                                  | |
| 131 | 2019年10月20日 | あなたの好きな髪形                            | |
| 132 | 2019年10月27日 | ITAZURA ～what's your trick ?～               | |
| 133 | 2019年11月3日  | なし                                          | |
| 134 | 2019年11月10日 | 私の友達自慢                                  | |
| 135 | 2019年11月17日 | うらやましいなぁ                              | |
| 136 | 2019年11月24日 | 進化〜EVOLUTION〜                             | |
| 137 | 2019年12月1日  | あなたの好きな映画📽                           | 舟木の代わりに瀧原が出演。 |
| 138 | 2019年12月8日  | あなたの今年の漢字                            | |
| 139 | 2019年12月15日 | 今年の反省                                    | |
| 140 | 2019年12月22日 | サンタさぁ〜ん                                | |
| 141 | 2019年12月29日 | なし                                          | |
| 142 | 2020年1月5日   | みんなのお正月2020                            | |
| 143 | 2020年1月12日  | 今年の目標                                    | |
| 144 | 2020年1月19日  | なし                                          | |
| 145 | 2020年1月26日  | あなたの美容法                                | |
| 146 | 2020年2月2日   | 理想の夫婦                                    | |
| 147 | 2020年2月9日   | なし                                          | |
| 148 | 2020年2月16日  | お返しで欲しいもの🎁                          | |
| 149 | 2020年2月23日  | 記憶に残る誕生日                              | |
| 150 | 2020年3月1日   | ドン引きしたこと                              | |
| 151 | 2020年3月8日   | なし                                          | この回の出演をもって花岡が卒業（グループも月末に卒業）。 |
| 152 | 2020年3月15日  | 最高！                                        | レギュラーメンバーに瀧原が加入。安保・瀧原・舟木と現在の体制になる。 |
| 153 | 2020年3月29日  | 100にまつわるコト                             | 日曜放送になってから通算100回目の放送。2020年3月22日分はHBC HBCラジオ特別編成のため休止。                                                                                               |
| 154 | 2020年4月5日   | You're Debut                                  | |
| 155 | 2020年4月12日  | ◯◯は◯◯だった                                  | |
| 156 | 2020年4月19日  | Your Secret                                   | |
| 157 | 2020年4月26日  | to play yourself in your home                 | |
| 158 | 2020年5月3日   | なし                                          | |
| 159 | 2020年5月10日  | Your Mothers Story                            | |
| 160 | 2020年5月17日  | bonds（絆）                                   | |
| 161 | 2020年5月24日  | cook                                          | |
| 162 | 2020年5月31日  | Your TABOO                                    | |
| 163 | 2020年6月7日   | 毛のハナシをしようぜ!                         | |
| 164 | 2020年6月14日  | 無意識にやってしまうコト                      | |
| 165 | 2020年6月21日  | 都市伝説 信じるか信じないかはアナタ次第です!  | |
| 166 | 2020年6月28日  | 異性のココがわからない！                      | |
| 167 | 2020年7月5日   | アナタの二刀流                                | |
| 168 | 2020年7月12日  | 好きなお菓子                                  | |
| 169 | 2020年7月19日  | 参りました...                                 | |
| 170 | 2020年7月26日  | ゾッとした話😱                                | |
| 171 | 2020年8月2日   | バズった話                                    | |
| 172 | 2020年8月9日   | あなたの吐き出したいこと                      | |
| 173 | 2020年8月16日  | 憧れている人                                  | |
| 174 | 2020年8月23日  | 初耳                                          | |
| 175 | 2020年8月30日  | 人生で1番 HAPPYだったコト                     | |
| 176 | 2020年9月6日   | あなたのLevel Upしたこと                      | |
| 177 | 2020年9月13日  | あなたのマイルール                            | |
| 178 | 2020年9月27日  | あなたにとってのPerfect Human                 | 2019年9月20日分は休止。 |
| 179 | 2020年10月4日  | なし                                          | |
| 180 | 2020年10月11日 | 聞かせてLover's Fravor                        | |
| 181 | 2020年10月18日 | なし                                          | |
| 182 | 2020年10月25日 | ノールパスタ会議                              | |
| 183 | 2020年11月1日  | tell me your NO.1                             | |
| 184 | 2020年11月8日  | tell me your beauty life                      | |
| 185 | 2020年11月15日 | いいことしました                              | |
| 186 | 2020年11月22日 | 嫌なことありました。しました                  | |
| 187 | 2020年11月29日 | your fish                                     | 「タケルフナキのお悩み相談ラップ」開始。 |
| 188 | 2020年12月6日  | あなたの好きなoto、嫌いなoto                  | |
| 189 | 2020年12月13日 | 健康                                          | |
| 190 | 2020年12月20日 | クリスマス                                    | |
| 191 | 2020年12月27日 | 今年の私の最大ニュース                        | |
| 192 | 2021年1月3日   | 2021年の抱負                                  | |
| 193 | 2021年1月10日  | あなたのお正月                                | |
| 194 | 2021年1月17日  | 最近いいな〜と思ったこと                      | |
| 195 | 2021年1月24日  | ノールに聞きたいこと                          | |
| 196 | 2021年1月31日  | 愛〜what is love?〜                           | |
| 197 | 2021年2月7日   | やられたらやり返す！倍返しだ                  | |
| 198 | 2021年2月14日  | ちょこっと                                    | |
| 199 | 2021年2月21日  | 私のトップニュース                            | |
| 200 | 2021年2月28日  | 好きな数字                                    | |
| 201 | 2021年3月7日   | ガチンコ抽選会                                | 島も収録に参加。 |
| 202 | 2021年3月14日  | あなたの黒歴史                                | |
| 203 | 2021年3月21日  | 恋-koi-の話                                   | |
| 204 | 2021年3月28日  | 斬り倒したい                                  | |
| 205 | 2021年4月4日   | NORDパン会議                                  | |
| 206 | 2021年4月11日  | ガッツポーズ                                  | |
| 207 | 2021年4月18日  | なし                                          | |
| 208 | 2021年4月25日  | あなたの欲しい能力                            | |
| 209 | 2021年5月2日   | 5000円あったら何する？何買う？                | |
| 210 | 2021年5月9日   | おねだり                                      | |
| 211 | 2021年5月16日  | おねだり                                      | 内田旦人（レバンガ北海道）がゲスト出演。 |
| 212 | 2021年5月23日  | なし                                          | |
| 213 | 2021年5月30日  | あなたの良く買う物                            | |
| 214 | 2021年6月6日   | なし                                          | |
| 215 | 2021年6月13日  | なし                                          | |
| 216 | 2021年6月20日  | なし                                          | |
| 217 | 2021年6月27日  | なし                                          | |
| 218 | 2021年7月4日   | なし                                          | |
| 219 | 2021年7月11日  | なし                                          | |
| 220 | 2021年7月18日  | そりゃないわ〜                                | |
| 221 | 2021年7月25日  | 暑いな〜熱いな〜                              | |
| 222 | 2021年8月1日   | what’s your favorite?                         | |
| 223 | 2021年8月8日   | ハチ〜eight〜                                 | |
| 224 | 2021年8月15日  | free〜フリー                                  | |
| 225 | 2021年8月22日  | こんな動物飼ってみたい                        | |
| 226 | 2021年8月29日  | なし                                          | |
| 227 | 2021年9月5日   | 会ってみたい歴史上の人物                      | |
| 228 | 2021年9月12日  | なし                                          | |
| 229 | 2021年9月19日  | あだ名                                        | |
| 230 | 2021年9月26日  | あだ名                                        | |
| 231 | 2021年10月3日  | やる気スイッチ                                | 島ゲスト出演。 |
| 232 | 2021年10月10日 | お風呂の話                                    | |
| 232 | 2021年10月17日 | カラオケ                                      | |
| 233 | 2021年10月24日 | 情報〜information〜                           | |
| 234 | 2021年11月7日  | 残念エピソード                                | 2021年10月31日分の放送は休止。 |
| 235 | 2021年11月14日 | 今年の冬の野望                                | |
| 236 | 2021年11月21日 | 今年の冬の野望                                | |
| 237 | 2021年11月28日 | マゼラン〜混ぜると美味しいよ〜                | |
| 238 | 2021年12月5日  | 減らしたいもの                                | |
| 239 | 2021年12月12日 | 今年の漢字                                    | |
| 240 | 2021年12月19日 | My Best Story〜2021〜                         | |
| 241 | 2021年12月26日 | トライしたこと、したいこと                    | |
| 242 | 2022年1月2日   | トライしたこと、したいこと                    | |
| 243 | 2022年1月9日   | 一緒にノールナイトしない?〜テレフォンナイト〜 | |
| 244 | 2022年1月16日  | 今年の抱負                                    | |
| 245 | 2022年1月23日  | 1人遊び                                       | |
| 246 | 2022年1月30日  | 瀧原光のノールナイト                          | 安保・舟木が舞台出演のため欠席。瀧原一人で収録。 |
| 247 | 2022年2月6日   | 瀧原光のノールナイト                          | nonocがゲスト出演。 |
| 248 | 2022年2月13日  | 瀧原光のノールナイト                          | |
| 249 | 2022年2月20日  | 瀧原光のノールナイト                          | |
| 250 | 2022年2月27日  | 瀧原光のノールナイト                          | 舟木が復帰。 |
| 251 | 2022年3月6日   | 私200回くらいやっていると思います             | |
| 252 | 2022年3月13日  | 久しぶり〜What’s up?                          | 安保が復帰。 |
| 253 | 2022年3月20日  | 幸せと思う瞬間                                | |
| 254 | 2022年3月27日  | お茶目な話                                    | |
| 255 | 2022年4月3日   | あなたの強敵                                  | |
| 256 | 2022年4月10日  | 20代でやりたい事、やってよかった事            | |
| 257 | 2022年4月17日  | 卵会議                                        | |
| 258 | 2022年4月24日  | 植物                                          | 新型コロナウイルス感染症により瀧原が欠席。 |
| 259 | 2022年5月1日   | 5月の予定                                     | |
| 260 | 2022年5月8日   | 5月の予定                                     | |
| 261 | 2022年5月15日  | コンビニで買っちゃうもの                      | |
| 262 | 2022年5月22日  | 自転車エピソード🚲                            | |
| 263 | 2022年5月29日  | let's make jingles                            | |
| 264 | 2022年6月5日   | 6年前〜6 years ago                            | |
| 265 | 2022年6月12日  | 誕生日って素晴らしい✨                        | |
| 266 | 2022年6月19日  | アウト?セーフ?ヨヨイノヨイ                    | |
| 267 | 2022年6月26日  | やり遂げたこと！I'm done                      | |
| 268 | 2022年7月3日   | ドライブ〜蛍光運転                            | |
| 269 | 2022年7月17日  | 言ってみたいセリフ                            | 2022年7月10日分は選挙特番のため休止。 |
| 270 | 2022年7月24日  | made by you〜作ってみたモノ、作ってみたいモノ | |
| 271 | 2022年7月31日  | ジャンボリー〜バカエピソード                  | |
| 272 | 2022年8月7日   | HANA                                          | 「タケルフナキのラジオショートドラマ」開始。 |
| 273 | 2022年8月14日  | 年下エピソード                                | |
| 274 | 2022年8月21日  | パーフェクト                                  | |
| 275 | 2022年8月28日  | 信じられない話                                | |
| 276 | 2022年9月4日   | くし                                          | |
| 277 | 2022年9月11日  | ドラマみたいな話                              | |
| 278 | 2022年9月18日  | マイツアー                                    | |
| 279 | 2022年9月25日  | あなたの金閣寺〜ゴールドエピソード            | |
| 280 | 2022年10月2日  | ラーメン会議                                  | |
| 281 | 2022年10月9日  | ノールトーク                                  | |
| 282 | 2022年10月16日 | 十人十色                                      | |
| 283 | 2022年10月23日 | あなたの懐かしの曲                            | |
| 284 | 2022年10月30日 | ハロウィン                                    | |
| 285 | 2022年11月6日  | ノールナイトの思い出                          | |
| 286 | 2022年11月13日 | 今夜は答えナイト！                            | |
| 287 | 2022年11月20日 | あなたの防寒対策                              | |
| 288 | 2022年11月27日 | ○○するなら○○か○○                              | |
| 289 | 2022年12月4日  | プロポーズ                                    | |
| 290 | 2022年12月11日 | 吠えろ!                                       | |
| 291 | 2022年12月18日 | 好きな5文字                                   | |
| 292 | 2022年12月25日 | クリスマスの思い出                            | |
| 293 | 2023年1月1日   | omochi                                        | |
| 294 | 2023年1月8日   | それはロンです                                | |
| 295 | 2023年1月15日  | ノールナイトウィキペディア                    | |
| 296 | 2023年1月22日  | カレー🍛                                      | |

## エピソード
- 過去に、瀧原光が寝坊して収録に参加できなかったことがある[26]。
- 舟木健の母親の手作りジェノベーゼパスタを番組中に食べたことがあり、関係者全員が絶賛していた。
- 2023年春改編の放送枠移行に伴い、下ネタが言いにくくなることを気にしていたが、怒られるまでは今までのスタイルを貫き通すと宣言した。
- 2023年4月現在、深夜時代と変わらない数の下ネタを20時台の放送でも発言しており、SEが沢山被せられている。
- HBCラジオで、下ネタをここまでたくさん発言する番組は『NORDナイト!』くらいと言われたことがある。
- コーナーの投稿にあまりにも下ネタが多すぎると、メンバーがコメントしたことがある。
- 下ネタトークがあまりにも続き、際限がなくなった場合は、強制的にジングルが介入されることもある。
- トークが盛り上がると、一つのテーマに多くの時間を割くことがあり、放送時間が30分しかないにもかかわらず、オープニングトークで10分以上使用したこともある。
- お悩み相談ラップは、メンバーなどから拍手が生まれるほど、キレイにきまる即興ラップが披露されることもある。
- パーソナリティの中では、番組の中で一番つらいパートは、週替わりのハッシュタグを即興で考えることとされている。
- 期間限定コーナー企画「インディージョーンズ集中講座」の進行のため、HBCアナウンサーの糸賀舜が2023年6月18日放送回から3週連続でゲスト出演した。[27]
- 2023年7月9日放送回では「HBCラジオ　夏の大感謝週間」の特別企画として、HBCテレビ「ブラキタ」でNORDと共演しているよゐこの有野晋哉が、電話によるゲスト出演をし、フリートークが行われた。また、コラボ企画として「阿部凜のReal or Fake」が事前収録で行われ、阿部凜がゲスト出演をした。[28]
- 2023年7月23日放送回で、島太星がサプライズで番組冒頭から終了までゲスト出演をした。番組終盤に、投稿の送付先について、本来の送付先ではなく自身がパーソナリティを務める『島太星のぽっぷんアイランド』の宛先を言うボケを披露した。[29]
- 2023年8月5日、新さっぽろサンピアザにて開催された「HBCラジオ ラジフェス2023」において、「日曜スピリッツ×今夜はNORDナイト!ステージ」が行われ、同じCREATIVE OFFICE CUEに所属するオクラホマ、阿部凜とのコラボが実現した。[30][31]
- 2024年3月31日、番組初の公開録音がCOCONO SUSUKINO（ココノ ススキノ）で行われ、録音した内容は2024年4月に複数回に分けて放送された。

## 備考
NORDの新曲リリースや舞台公演などが決まると、最初の一文字を安保卓城が公開するのが通例である。また、コーナーについては「トークテーマ」と「タケルフナキのLife is music」が多く実施される傾向にある。また、「瀧原光のReal or Fake」も実施される頻度が高い傾向にある。
毎週、番組終了の際に翌週のトークテーマが発表されるが、テーマの単語にまつわるものなら、比較的広めに採用される（例：「カレー」がテーマの場合、カレー、華麗、加齢、元カレ等）。